# María Eugenia Romero Rodríguez
María Eugenia Romero Rodríguez (20 de juliol de 1970) és una política espanyola membre del Partit Popular. És diputada per Sevilla des del 20 de novembre de 2011 per a les X, XI i XII legislatura.

## Biografia

### Professió
Llicenciada en Dret per la Universitat de Sevilla, ha seguit un curs de doctorat mercantil i posseeix un màster en consultoria jurídica.

### Carrera política
És sotssecretària d'economia i de treball de la federació popular de Sevilla i coordinadora d'organització social popular d'Andalusia.
El 20 de novembre de 2011 va ser triada diputada per Sevilla al Congrés dels Diputats i reelegida en 2015 i 2016.